# Høstlyng
Høst-Lyng (Erica vagans) er en stedsegrøn dværgbusk med pudeformet vækst og nedliggende eller helt oprette skud. 

## Beskrivelse
Barken er først glat og lysegrøn, men senere bliver den rødbrun, og til sidst er den grålig og stribet. Knopperne er spredte, lysegrønne og slanke. Bladene er nåleformede og sidder tæt i kranse med fire. Overfladen er skinnende og mørkegrøn. Blomstringen sker i juli-september. De enkelte blomster er kuglerunde eller krukkeformede og lyserøde. De sidder samlet i endestillede, aksagtige stande. Frøene modner ikke i Danmark.
Rodnettet er meget fint og overfladisk, så planten tåler ikke konkurrence fra ukrudt. Som alle andre planter af Lyng-familien har også denne art samliv med en svamp i det, der hedder mycorrhiza.
Højde x bredde og årlig tilvækst: 0,50 x 0,50 m (7 x 7 cm/år). Målene kan anvendes ved udplantning.

## Hjemsted
Planten hører hjemme i kystnære områder fra Irland til Portugal, hvor den foretrækker klippegrund i fuld sol på humusrig bund. 
På Lizard-halvøen i Cornwall findes den i rige hedemoser sammen med bl.a. Alm. Mælkeurt, Tornblad, Carex flacca, Grå-Lyng, Hedelyng, Læge-Galtetand og Viola riviniana.